# Гаусс (лунный кратер)
Кратер Гаусс (лат. Gauss) — древний огромный ударный кратер в северо-восточной части видимой стороны Луны. Название присвоено в честь немецкого математика, механика, физика, астронома и геодезиста Карла Фридриха Гаусса (1777—1855); утверждено Международным астрономическим союзом в 1935 г. Образование кратера относится к нектарскому периоду.

## Описание кратера

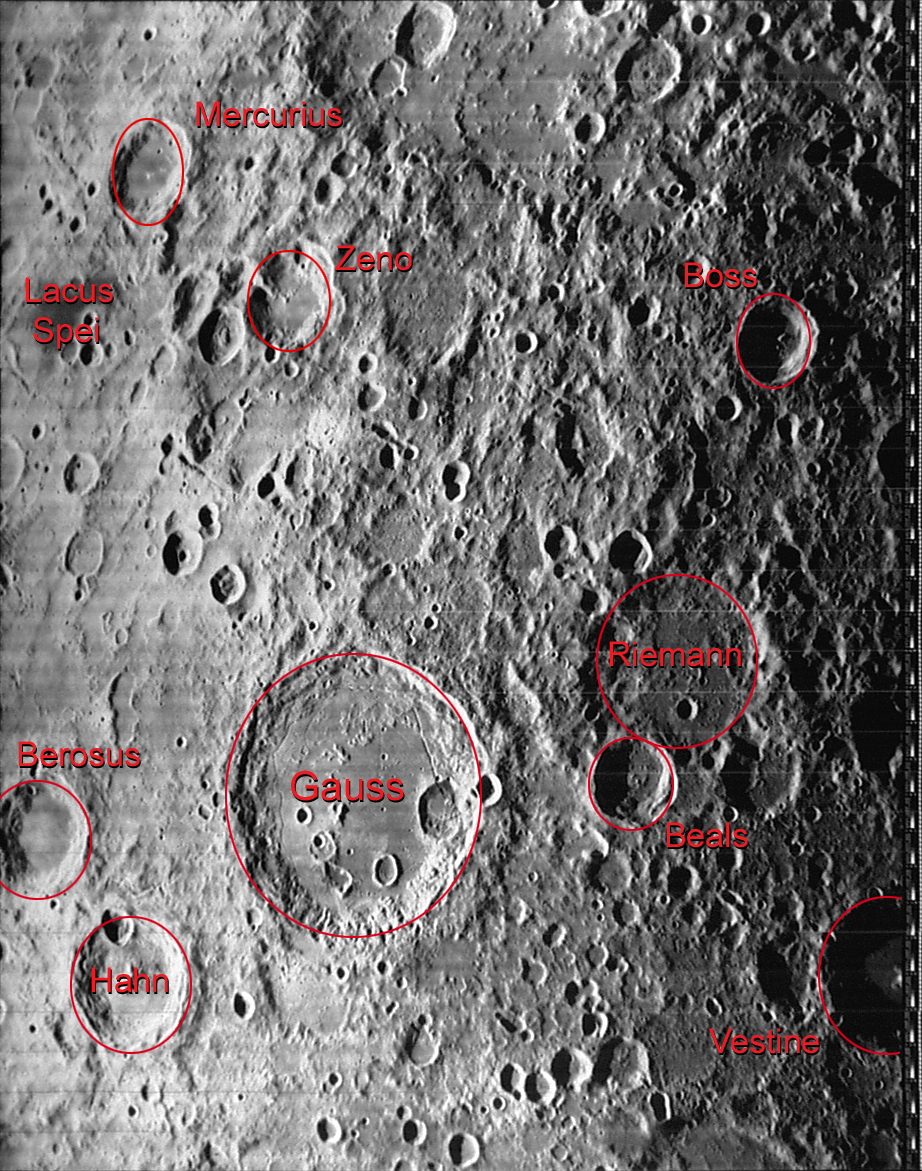
Окрестности кратера Гаусс. Снимок зонда Lunar Orbiter - IV.

Ближайшими соседями кратера являются кратер Зенон на северо-западе, кратер Босс на севере-северо-востоке, кратер Риман на северо-востоке, кратер Билс на востоке, кратеры Рэлей и Юри на юго-востоке; кратер Сенека на юге, а также кратеры Берос и Хан на юго-западе. На северо-западе от кратера находится Озеро Надежды. Селенографические координаты центра кратера 36°01′ с. ш. 79°05′ в. д. / 36,01° с. ш. 79,08° в. д., диаметр 170,7 км, глубина 2,64 км.
Кратер имеет полигональную форму, за время своего существования значительно разрушен, вал кратера наиболее сохранен в северной части, в южной части наиболее разрушен и прочерчен радиальными бороздами. Внутренний склон вала имеет террасовидную структуру в северо-западной части и следы обрушения в северо-восточной части. Средняя высота вала кратера над окружающей местностью 1860 м. Дно чаши кратера ровное, отмечено множеством кратеров различного размера; наиболее крупными из которых являются сателлитные кратеры Гаусс E, Гаусс F, Гаусс G в юго-западной части чаши (см. ниже), Гаусс W в юго-восточной и Гаусс В в восточной части. В северо-западной части находится ряд коротких хребтов, цепь пиков пересекает кратер с севера на юг. Почти по всему периметру чаши кратера тянется система борозд.
В силу своего расположения у северо-восточного лимба Луны кратер имеет при наблюдениях с Земли искаженную форму и условия его наблюдения зависят от либрации Луны.

## Сателлитные кратеры
| Гаусс | Координаты                                            | Диаметр, км |
| ----- | ----------------------------------------------------- | ----------- |
| A     | 36°32′ с. ш. 82°46′ в. д. / 36,54° с. ш. 82,77° в. д. | 20,7        |
| B     | 35°59′ с. ш. 81°36′ в. д. / 35,99° с. ш. 81,6° в. д.  | 35,5        |
| C     | 39°43′ с. ш. 72°10′ в. д. / 39,72° с. ш. 72,16° в. д. | 30,0        |
| D     | 39°22′ с. ш. 73°53′ в. д. / 39,37° с. ш. 73,89° в. д. | 25,1        |
| E     | 35°21′ с. ш. 77°43′ в. д. / 35,35° с. ш. 77,71° в. д. | 10,4        |
| F     | 34°50′ с. ш. 78°23′ в. д. / 34,83° с. ш. 78,39° в. д. | 18,0        |
| G     | 34°16′ с. ш. 79°01′ в. д. / 34,26° с. ш. 79,01° в. д. | 18,0        |
| H     | 33°09′ с. ш. 76°52′ в. д. / 33,15° с. ш. 76,87° в. д. | 12,1        |
| J     | 40°34′ с. ш. 72°39′ в. д. / 40,57° с. ш. 72,65° в. д. | 15,8        |
| W     | 34°38′ с. ш. 80°17′ в. д. / 34,63° с. ш. 80,28° в. д. | 18,5        |

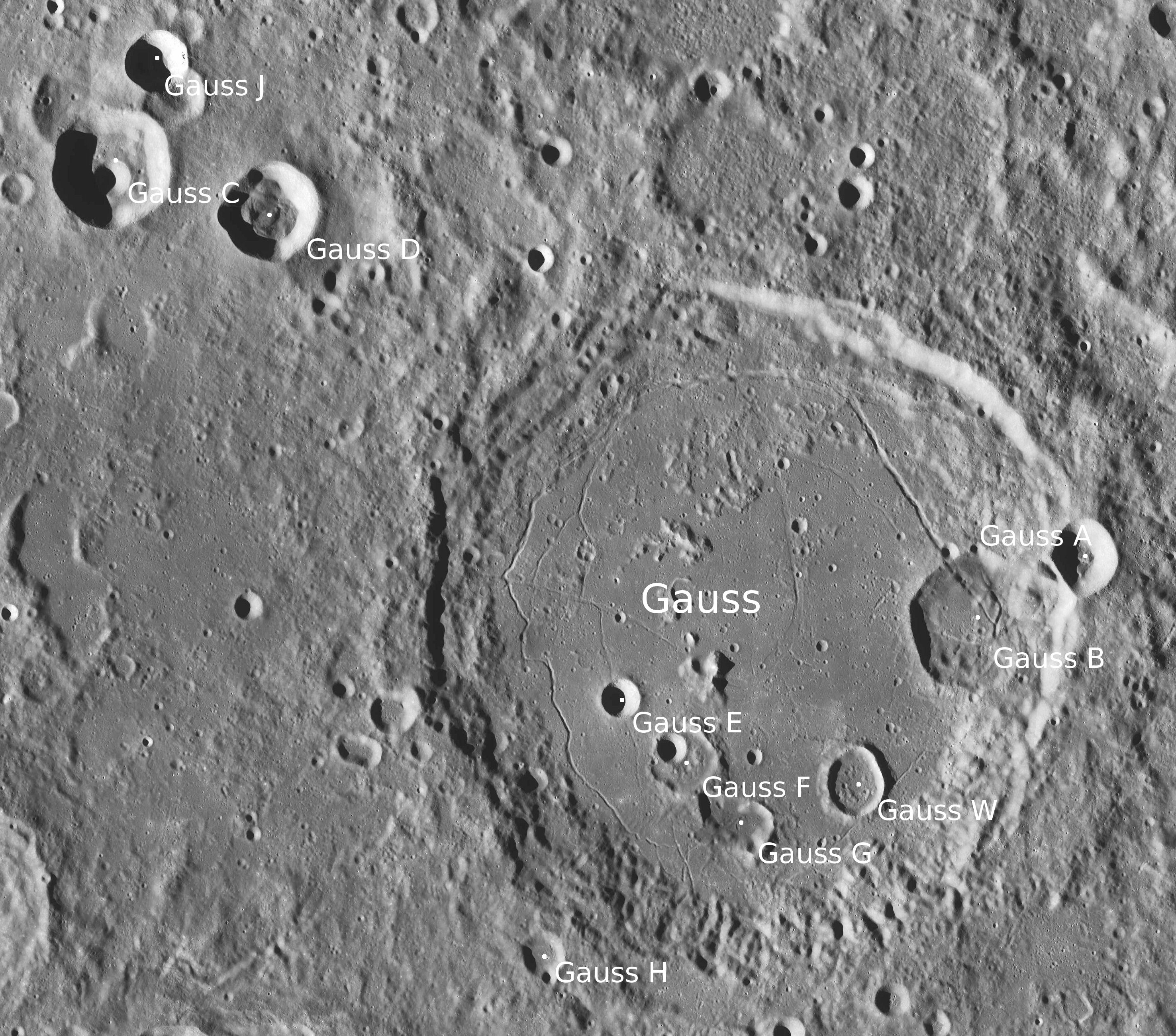
Снимок зонда Lunar Reconnaissance Orbiter.

- Образование сателлитного кратера Гаусс B относится к нектарскому периоду[1].
- Образование сателлитного кратера Гаусс C относится к позднеимбрийскому периоду[1].